# Seglet
Seglet (Vela på latin) är en stjärnbild på södra stjärnhimlen. Seglet är en av de 88 moderna stjärnbilderna som erkänns av den Internationella Astronomiska Unionen.

## Historik
Skeppet Argo var en av de 48 konstellationerna som listades av den antike astronomen Ptolemaios i hans samlingsverk Almagest. Den förekom första gången på bild i Johann Bayers stjärnatlas Uranometria, som utkom 1603. Konstellationen blev oriktigt avbildad, eftersom den inte var synlig från norra halvklotet.
Skeppet Argo blev ordentligt kartlagt 1752 av den franske astronomen och kartografen Nicolas Louis de Lacaille. Han bildade Seglet, Akterskeppet, Kölen och enligt en del auktoriteter även Kompassen. Trots uppdelningen behöll Lacaille Bayer-beteckningarna från skeppet Argo. Därför har Kölen stjärnorna Alfa, Beta och Epsilon, Seglet har Gamma och Delta, medan Akterskeppet har Zeta.

## Mytologi
Stjärnbilden representerade skeppet som Jason och argonauterna seglade i den grekiska mytologin.

## Stjärnor
Seglet är en stjärnbild med många ljusstarka stjärnor.
- γ - Gamma Velorum (Suhail) är den ljusstarkaste stjärnan med magnitud 1,7.[9] Suhail är en multipelstjärna med åtminstone sex stjärnor. Primärkomponenten Gamma-2 Velorum eller Gamma Velorum A är en dubbelstjärna bestående av en blå superjätte och en massiv Wolf-Rayet-stjärna. Wolf-Rayet-stjärnan är en av de närmaste supernovakandidaterna som astronomerna känner till, på ett avstånd av 336 ljusår.
- δ - Delta Velorum är också en multipelstjärna, med magnitud 1,96. Den kallas ibland Koo She, vilket är kinesiska för “båge och pilar”.[4]
- λ - Lambda Velorum kallas ibland Suhail, precis som Gamma Velorum. Den har i Kina fått namnet Pinyin och är av magnitud 2,21. Den är en orange jätte av spektraltyp K4.5Ib-II.
- κ - Kappa Velorum (Markab) är en blåvit jätte av magnitud 2,48. Ibland stavas stjärnan egennamn Markeb, för att skilja den från sin namne, Markab – Alfa Pegasi i stjärnbilden Pegasus. Markab är arabiska för ”sadeln”.
- μ - My Velorum är en dubbelstjärna av magnitud 2,69, där den ljusare komponenten är en gul jätte av spektraltyp G5 III
- ϕ - Fi Velorum är en blåvit superjätte av spektraltyp B5 Ib och magnitud 3,52. Den har också ett kinesiskt egennamn, Tseen Ke.
- ο - Omikron Velorum är en variabel stjärna som varierar i ljusstyrka 3,55 – 3,67 med en period på 2,78 dygn.[10]
- ψ - Psi Velorum är en dubbelstjärna av magnitud 3,60 på 60,5 ljusårs avstånd.
- WISE 1049-5319 är en dubbelstjärna bestående av bruna dvärgstjärnor. På ett avstånd av 6,6 ljusår är dubbelstjärnan den närmast upptäckta sedan 1916, när Barnards stjärna upptäcktes. Upptäckten gjordes av den amerikanske astronomen Kevin Luhman 2013. Den kallas numera Luhman 16 och är det tredje närmaste stjärnsystemet och de närmaste bruna dvärgarna som astronomerna känner till.[11]
- HD 78004 (c Velorum) är en orange jätte av magnitud 3,75.
- HD 74180 är en dubbelstjärna av den kombinerade magnituden 3,77.
- HD 92139 är en trippelstjärna med magnitud 3,84.
- HD 75063 är en vit jätte av magnitud 3,87.
- V382 Velorum var en nova i stjärnbilden Seglet. Den upptäcktes den 21 maj 1999 och nådde en maximala ljusstyrka av magnitud 2,5.[12][13]

## Djuprymdsobjekt

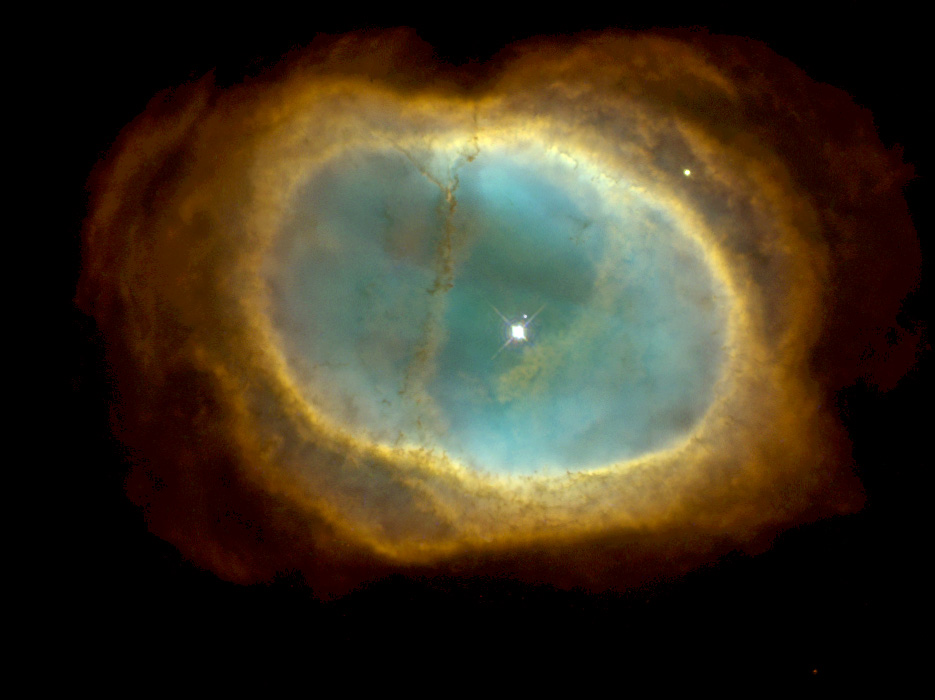
Fotografi av den planetariska nebulosan NGC 3132.

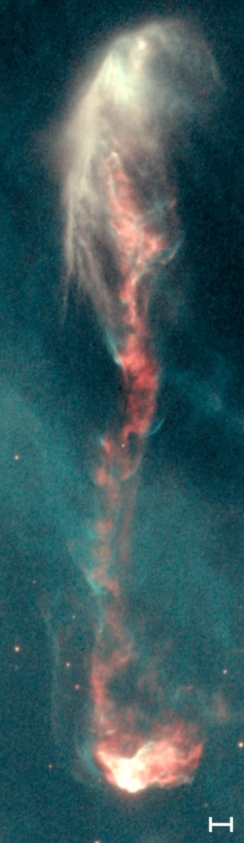
HH-47

Stjärnbilden innehåller inga Messierobjekt.

### Stjärnhopar
- NGC 2547 är en öppen stjärnhop, liksom NGC 2660 och NGC 2670.
- NGC 3201 (Caldwell 79) är en klotformig stjärnhop som beräknas vara 10,2 miljarder år gammal.[15]
- NGC 3228 är en öppen stjärnhop av magnitud 6,0.
- IC 2391 (Caldwell 85 eller Omikron Velorum-hopen) är en öppen stjärnhop ungefär 500 ljusår från Jorden. Den är av magnitud 2,5 och är sålunda väl synlig för blotta ögat.
- IC 2395 är en öppen stjärnhop av magnitud 4,6.

### Nebulosor
- NGC 2792 och NGC 2899 är andra planetariska nebulosor.
- NGC 3132 (Caldwell 74) är en ljusstark planetarisk nebulosa av magnitud 9,87.[16]
- HH 47 är ett Herbig-Haro-objekt i Seglets stjärnbild.